# Yamatosaurus
Yamatosaurus („ještěr ze země Yamatai“) byl rod hadrosauridního dinosaura, který žil asi před 72 až 66 miliony let (v období nejpozdnější křídy) na území současného Japonska. Fosilie byly objeveny v sedimentech souvrství Kita-ama v oblasti ostrova Awadži. Formálně byl typový druh Y. izanagii popsán mezinárodním týmem paleontologů v dubnu roku 2021.

## Fylogeneze
Yamatosaurus byl vývojově primitivním hadrosauridem, příbuzným samotnému rodu Hadrosaurus ze Severní Ameriky. Představoval patrně jednu z posledních forem těchto ornitopodů v oblasti východní Asie. Vzdáleně příbuzným rodem byl další japonský hadrosaurid Kamuysaurus.